# Рыбалко, Валентина Лаврентьевна
Валентина Лаврентьевна Рыбалко (1918—1991) — советский скульптор и педагог, кандидат искусствоведения (1950), профессор (1967), член-корреспондент АХ СССР (1988). Заслуженный деятель искусств РСФСР (1969). Народный художник РСФСР (1979).
Член СХ СССР (1946). Член Правления СХ СССР и ЛСХ (1982).

## Биография
Родилась 9 декабря 1918 года в Севастополе.
С 1938 по 1946 годы обучалась на скульптурном факультете в Ленинградском институте живописи, скульптуры и архитектуры имени И. Е. Репина, её преподавателями были  Г. А. Шульц и  А. Т. Матвеев. Дипломная работа В. Л. Рыбалко — «Беженка с ребёнком».
С 1946 по 1950 годы В. Л. Рыбалко обучалась в аспирантуре, после окончания которой защитила диссертацию на соискание учёной степени кандидат искусствоведения. С 1949 года являлась преподавателем Ленинградского высшего художественно-промышленного училища имени В. И. Мухиной. В 1967 году В. Л. Рыбалко было присвоено звания профессора.
В 1988 году В. Л. Рыбалко была избрана член-корреспондент АХ СССР. С 1946 года В. Л. Рыбалко является членом Союза художников СССР. С 1982 года членом Правления СХ СССР и Ленинградского союза художников. В 1969 году В. Л. Рыбалко было присвоено почётное звание — Заслуженный деятель искусств РСФСР,
в 1979 году — Народный художник РСФСР.
Среди произведений В. Л. Рыбалко: композиции — «Пловчиха» (1945), «Селекционеры» (1955; горельеф на Нарвской станции Ленинградского метрополитена), «Поле вспахано» («Тракторист», 1960), «Весна» (1967), «Блокада — 1941 год» (1975), «Созидатель» («Строитель», 1977), «Материнство» (варианты — 1979, 1980), «Танцующая девушка» (1980), «Девочка с куклой» (1985); портреты — «Зоя Космодемьянская» (1947), «В. В. Куйбышев» (1954), «Студентка» (1961), «Председатель» (1978), «Афинская девушка» (варианты, 1978), «Ломоносов» (1982).
В. Л. Рыбалко с 1980 года принимала участие в декоративном оформлении Спортивно-концертного комплекса в городе Ленинграде: скульптуры: «Спорт», «Искусство» и рельефы. В 1986 году была награждена золотой медалью Академии художеств СССР.
Умерла 31 декабря 1991 года в Ленинграде. Похоронена на Литераторских мостках Волковского кладбища вместе со своим супругом — академиком Евсеем Евсеевичем Моисеенко.

## Основные работы

### Скульптура
- 1945 год — «Пловчиха»
- 1945 год — «Поле вспахано»
- 1947 год — «Зоя Космодемьянская»
- 1954 год — «В. В. Куйбышев»
- 1954 год — «Селекционеры» (горельев на Нарвской станции Ленинградского метрополитена)
- 1960 год — «Тракторист»
- 1961 год — «Студентка»
- 1964 год — «Утро»
- 1967 год — «Весна»
- 1970 год — «Юнга»
- 1975 год — «Блокада - 1941 год»
- 1976 год — «Танцующая девушка» (варианты - 1976, 1980)
- 1977 год — «Созидатель» («Строитель», 1977)
- 1977 год — «Бамовец» (Москва)
- 1979 год — Катюша (Девушка, повязывающая платок)
- 1979 год — «Материнство» (варианты - 1979, 1980)
- 1978 год — «Председатель»
- 1978 год — «Афинская девушка»
- 1982 год — «Ломоносов» (1982).
- 1985 год — «Девочка с куклой» (блокада)

## Награды
- Народный художник РСФСР (1979)
- Заслуженный деятель искусств РСФСР (1969)
- Золотая медаль АХ СССР (1986)